# دانيال ريس
دانيال ريس هو سياسي نيوزيلندي، ولد في 1841، وتوفي في 4 أكتوبر 1891. انتخب عضو مجلس النواب النيوزيلندي ‏.